# 에프렘 짐발리스트

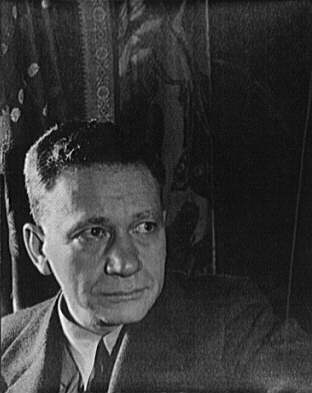
에프렘 짐발리스트

에프렘 알렉산드로비치 짐발리스트(러시아어: Ефрем Александрович Цимбалист, 영어: Efrem Zimbalist 에프럼 짐벌리스트[*], 1889년 4월 9일~1985년 2월 22일)는 20세기에 활동한 바이올린 연주자 중 한 명이다. 지휘자, 음악 교사로도 활동했으며, 작곡가이기도 했다.
러시아 제국 로스토프나도누 유태계 음악가 가정에서 태어났다. 1901년에 상트페테르부르크 음악원에 입학해 레오폴트 아우어를 사사했다. 이후 1904년 독일 제국 베를린에서 브람스의 협주곡을 연주해 데뷔했고 1907년에는 런던에서, 1911년에는 보스턴 교향악단과 협연해 미국에서도 데뷔했으며, 그 후에는 미국에 정주했다.
1928년부터는 필라델피아의 커티스 음악원에서 후진 양성을 시작했다. 1949년에 바이올린 연주자로서 은퇴했으나 1952년에 복귀해 잔 카를로 메노티의 바이올린 협주곡의 세계 최초 연주를 맡았다. 1955년에 또 다시 은퇴했다.
작곡가로서는 바이올린 협주곡 1점 외에 《미국 광시곡》과 교향시 《다프니스와 클로에》, 오페라 《란다라》를 남겼다.

## 사생활
짐발리스트는 소프라노 가수 앨마 글럭과 결혼하였으나, 글럭은 1938년 사망하였다. 그 후 1943년 메리 루이즈 커티스 복과 결혼하였다. 글럭과의 사이에서 난 아들 에프럼 짐벌리스트 주니어는 배우가 되었고, 손녀 스테퍼니 짐벌리스트 또한 배우이다.

## 내한 공연
1924년 11월 27일에 경성공회당, 1935년 6월 26일에 백선행기념관에서 두 차례 기록이 있다.